# Pepe Carroll
Pepe Carroll, pseudonimo di José Arsenio Franco Larraz (Calatayud, 17 settembre 1957 – Saragozza, 5 gennaio 2004), è stato un illusionista e personaggio televisivo spagnolo.
Il suo nome artistico è preso dallo pseudonimo dello scrittore britannico Lewis Carroll, autore di Alice nel Paese delle Meraviglie.

## Biografia
Studiò Ingegneria industriale, professione che mai esercitò. Iniziò il suo apprendistato come mago presso la Scuola di Magia di Saragozza, ottenendo diversi premi nazionali e internazionali di magia. Scrisse due libri sulla materia, Cincuenta y dos amantes, vol. 1 e 2 e vari articoli presso la Scuola Magica di Madrid e lavorò, tra gli altri, a Las Vegas, e in diversi paesi europei e sudamericani. Iniziò come Manipolatore e più tardi si concentrò sul 'close-up' e magia da sala con giochi di mani e con mazzi di carte, seguendo la filosofia strutturalista della Scuola Magica di Madrid unita a altri illusionisti come Juan Tamariz, Camilo Vázquez, Juan Antón, Arturo de Ascanio, Doctor Varela, etc. 
Pepe Carroll morì a Saragozza il 5 gennaio 2004 a 46 anni, durante la notte dell'Epifania, per un infarto del miocardio.

## In televisione
La sua popolarità giunse negli anni novanta quando iniziò ad intervenire e presentare programmi televisivi per Antena 3. Il più importante fu Genio y Figura (1994), spazio che scoprì, allo stesso modo, umoristi come Chiquito de la Calzada o Paz Padilla. Presentò inoltre A quién se le ocurre (1995) e collaborò con Concha Velasco in Sorpresa, sorpresa.
Nella sua tappa a Telecinco, presentò i programmi Vaya nochecita (1995) e Aquí no hay quien duerma (1995-1996), seguendo quello che sarebbe diventato il suo schema abituale: magia, humor e personaggi sul palco. Partecipò ai programmi di Juan Tamariz, Magia Potagia (1987) e Luna de Verano (1990), oltre a piccole apparizioni a Por Arte de Magia (1982).
Dopo questo, tornò a lavorare in teatro e alle feste.

## Premi
Nel 1982 vinse il secondo premio nella categoria di Cartomagia del XV Campionato Mondiale di Magia della FISM svoltosi a Losanna.
Nel 1988 vinse il primo premio nella categoria di Cartomagia del XVII Campionato Mondiale di Magia della FISM svoltosi a L'Aia.
Nel 1994 ricevette il Premio TP de Oro come Migliore Presentatore per Genio y Figura.